# Pakruojis landskommun
Pakruojo rajono savivaldybė är en kommun i Litauen.   Den ligger i länet Šiauliai län, i den centrala delen av landet, 170 km nordväst om huvudstaden Vilnius. Antalet invånare är 21 997. Arean är 1 316 kvadratkilometer.
Terrängen i Pakruojo rajono savivaldybė är platt.